# Fußballclub Hansa Rostock 2012-2013
Questa voce raccoglie le informazioni riguardanti il Fußballclub Hansa Rostock nelle competizioni ufficiali della stagione 2012-2013.

## Stagione
Nella stagione 2012-2013 l'Hansa Rostock, allenato da Wolfgang Wolf e Marc Fascher, concluse il campionato di 3. Liga al 12º posto. In Coppa di Germania l'Hansa Rostock fu eliminato al primo turno dal Kaiserslautern.

## Rosa
| N. |                        | Ruolo | Calciatore         |
| -- | ---------------------- | ----- | ------------------ |
| 1  | Germania (bandiera)    | P     | Jörg Hahnel        |
| 2  | Germania (bandiera)    | D     | Patrick Wolf       |
| 3  | Germania (bandiera)    | D     | Matthias Holst     |
| 4  | Germania (bandiera)    | D     | Tommy Grupe        |
| 5  | Austria (bandiera)     | D     | Andreas Pfingstner |
| 6  | Belgio (bandiera)      | C     | Ken Leemans        |
| 7  | Germania (bandiera)    | C     | Mohammed Lartey    |
| 8  | Austria (bandiera)     | C     | Denis Berger       |
| 9  | Germania (bandiera)    | C     | Philipp Klement    |
| 10 | Paesi Bassi (bandiera) | A     | Johan Plat         |
| 11 | Francia (bandiera)     | C     | Alex Mendy         |
| 13 | Germania (bandiera)    | D     | Stephan Gusche     |
| 14 | Germania (bandiera)    | C     | Tom Weilandt       |
| 15 | Mozambico (bandiera)   | D     | Ronny Marcos       |
| 16 | Armenia (bandiera)     | A     | Sargis Adamyan     |
| 17 | Namibia (bandiera)     | C     | Manfred Starke     |

| N. |                        | Ruolo | Calciatore        |
| -- | ---------------------- | ----- | ----------------- |
| 18 | Germania (bandiera)    | A     | Nils Quaschner    |
| 19 | Germania (bandiera)    | P     | Kevin Müller      |
| 20 | Francia (bandiera)     | C     | Julien Humbert    |
| 21 | Germania (bandiera)    | C     | Michael Blum      |
| 22 | Germania (bandiera)    | P     | Johannes Brinkies |
| 23 | Germania (bandiera)    | D     | Ben Zolinski      |
| 24 | Bulgaria (bandiera)    | C     | Edisson Jordanov  |
| 25 | Germania (bandiera)    | D     | Sebastian Pelzer  |
| 26 | Paesi Bassi (bandiera) | D     | Rick Geenen       |
| 27 | Germania (bandiera)    | A     | Collin Quaner     |
| 28 | Germania (bandiera)    | D     | Maurice Trapp     |
| 29 | Rep. Ceca (bandiera)   | A     | Ondřej Smetana    |
| 31 | Rep. Ceca (bandiera)   | A     | Emil Rilke        |
| 32 | Germania (bandiera)    | C     | Nico Zimmermann   |
| 33 | Germania (bandiera)    | C     | Leonhard Haas     |

## Organigramma societario
Area tecnica
- Allenatore: Marc Fascher
- Allenatore in seconda: Steffen Baumgart, Michael Hartmann
- Preparatore dei portieri: Alexander Ogrinc
- Preparatori atletici:

## Calciomercato

### Sessione estiva
| Acquisti | Acquisti           | Acquisti          | Acquisti |
| R.       | Nome               | da                | Modalità |
| -------- | ------------------ | ----------------- | -------- |
| C        | Leonhard Haas      | Ingolstadt 04     |          |
| C        | Denis Berger       | Bochum            |          |
| D        | Rick Geenen        | Fortuna Sittard   |          |
| C        | Julien Humbert     | Rot-Weiß Erfurt   |          |
| C        | Ken Leemans        | VVV-Venlo         |          |
| D        | Ronny Marcos       | Hansa Rostock U19 |          |
| C        | Alex Mendy         | Chesterfield      |          |
| D        | Andreas Pfingstner | Hansa Rostock U19 |          |
| A        | Johan Plat         | Telstar           |          |
| A        | Ondřej Smetana     | Slovan Bratislava |          |
| D        | Patrick Wolf       | Hessen Kassel     |          |
| D        | Ben Zolinski       | Hansa Rostock II  |          |

| Cessioni | Cessioni                    | Cessioni             | Cessioni |
| R.       | Nome                        | a                    | Modalità |
| -------- | --------------------------- | -------------------- | -------- |
| C        | Tobias Jänicke              | Dinamo Dresda        |          |
| A        | Freddy Borg                 | Alemannia Aquisgrana |          |
| D        | Tommy Grupe                 | Preußen Münster      |          |
| D        | Marek Janečka               | Spartak Trnava       |          |
| D        | Pelle Jensen                | Hoffenheim II        |          |
| C        | Marek Mintál                | Norimberga II        |          |
| D        | Robert Müller               | Wehen Wiesbaden      |          |
| C        | Kevin Pannewitz             | Wolfsburg            |          |
| C        | Dominic Peitz               | Augusta II           |          |
| C        | Timo Perthel                | Duisburg             |          |
| D        | Peter Schyrba               | Schilksee            |          |
| A        | Tino Semmer                 | Chemnitz             |          |
| A        | Marcel von Walsleben-Schied | Holstein Kiel        |          |
| C        | Michael Wiemann             | Wehen Wiesbaden      |          |

### Sessione invernale
| Acquisti | Acquisti        | Acquisti      | Acquisti |
| R.       | Nome            | da            | Modalità |
| -------- | --------------- | ------------- | -------- |
| C        | Nico Zimmermann | Aalen         |          |
| A        | Collin Quaner   | Ingolstadt 04 |          |
| D        | Maurice Trapp   | Union Berlino |          |
| C        | Philipp Klement | Norimberga    |          |

| Cessioni | Cessioni       | Cessioni   | Cessioni |
| R.       | Nome           | a          | Modalità |
| -------- | -------------- | ---------- | -------- |
| A        | Lucas Albrecht | Babelsberg |          |

## Risultati

### 3. Liga

#### Girone di andata
| Arbitro: | Bandurski |

|                     |           |              |
| Berger 33’ Plat 84’ | Marcatori | 20’ Grüttner |

| Arbitro: | Petersen |

|                                       |           |  |
| Thee 36’ Rohracker 78’ Voglsammer 88’ | Marcatori |  |

| Arbitro: | Kampka |

|                                               |           |                    |
| Plat 12’ Smetana 17’ Weilandt 80’ Leemans 84’ | Marcatori | 45’ (rig.) Kreuels |

| Arbitro: | Valentin |

|                                                               |           |                      |
| Heise 18’ Kühne 29’ (rig.), 53’ (rig.) Schmidt 57’ Taylor 82’ | Marcatori | 5’ Plat 17’ Jordanov |

| Rostock 12 agosto 2012, ore 14:00 CEST 5ª giornata | Hansa Rostock | 0 – 0 referto | Chemnitz | DKB-Arena (11 800 spett.)\| Arbitro: \| Sippel \| |
| Arbitro:                                           | Sippel        |               |          |                                                   |

| Arbitro: | Alt |

|            |           |               |
| Tatara 22’ | Marcatori | 67’ Quaschner |

| Arbitro: | Kempter |

|                         |           |  |
| Schwarz 41’ Schmidt 81’ | Marcatori |  |

| Arbitro: | Sönder |

|          |           |                   |
| Plat 70’ | Marcatori | 38’ (rig.) Janjić |

| Arbitro: | Steinhaus-Webb |

|           |           |                          |
| Thurk 49’ | Marcatori | 18’ Weilandt 63’ Smetana |

| Arbitro: | Leicher |

|                  |           |  |
| Smetana 10’, 32’ | Marcatori |  |

| Arbitro: | Ostheimer |

|  |           |                      |
|  | Marcatori | 11’ Smetana 81’ Plat |

| Arbitro: | Brand |

|  |           |                               |
|  | Marcatori | 52’, 70’ Piossek 65’ Grimaldi |

| Arbitro: | Hartmann |

|  |           |            |
|  | Marcatori | 3’ Smetana |

| Arbitro: | Gräfe |

|             |           |  |
| Smetana 45’ | Marcatori |  |

| Dortmund 27 ottobre 2012, ore 14:00 CEST 15ª giornata | Borussia Dortmund II | 0 – 0 referto | Hansa Rostock | Stadio Rote Erde (4 000 spett.)\| Arbitro: \| Thomsen \| |
| Arbitro:                                              | Thomsen              |               |               |                                                          |

| Arbitro: | Unger |

|                       |           |  |
| Weilandt 16’ Plat 35’ | Marcatori |  |

| Arbitro: | Schriever |

|                 |           |              |
| Vogler 41’, 47’ | Marcatori | 86’ Albrecht |

| Arbitro: | Welz |

|  |           |                                        |
|  | Marcatori | 53’ Mauersberger 78’ Kempe 84’ Soriano |

| Arbitro: | Hartmann |

|                             |           |              |
| Pfingsten-Reddig 45’ (rig.) | Marcatori | 25’ Weilandt |

#### Girone di ritorno
| Arbitro: | Steinhaus-Webb |

|                              |           |  |
| Grüttner 57’ Leutenecker 83’ | Marcatori |  |

| Arbitro: | Storks |

|  |           |                |
|  | Marcatori | 88’ Voglsammer |

| Arbitro: | Valentin |

|                 |           |             |
| Müller 34’, 44’ | Marcatori | 25’ Leemans |

| Arbitro: | Brand |

|  |           |                        |
|  | Marcatori | 38’ Siegert 85’ Königs |

| Arbitro: | Siewer |

|                             |           |              |
| Förster 69’ Fink 74’ (rig.) | Marcatori | 49’ Weilandt |

| Rostock 23 marzo 2013, ore 14:00 CET 25ª giornata | Hansa Rostock | 0 – 0 referto | Darmstadt | DKB-Arena (7 300 spett.)\| Arbitro: \| Gerach \| |
| Arbitro:                                          | Gerach        |               |           |                                                  |

| Arbitro: | Steinberg |

|             |           |  |
| Leemans 25’ | Marcatori |  |

| Arbitro: | Göpferich |

|                           |           |          |
| Vunguidica 25’ Janjić 80’ | Marcatori | 38’ Plat |

| Arbitro: | Dittrich |

|  |           |                           |
|  | Marcatori | 38’ (aut.) Haas 80’ Thurk |

| Arbitro: | Cortus |

|                                |           |          |
| Furuholm 11’, 30’ Hartmann 14’ | Marcatori | 20’ Plat |

| Rostock 16 marzo 2013, ore 14:00 CET 30ª giornata | Hansa Rostock | 0 – 0 referto | Stoccarda II | DKB-Arena (7 300 spett.)\| Arbitro: \| Valentin \| |
| Arbitro:                                          | Valentin      |               |              |                                                    |

| Arbitro: | Dietz |

|                                    |           |                                      |
| Jula 69’, 90’ Staffeldt 71’ (rig.) | Marcatori | 16’ (rig.) Mendy 61’ (aut.) Beermann |

| Arbitro: | Fritz |

|  |           |                       |
|  | Marcatori | 48’ Müller 61’ Hornig |

| Arbitro: | Stieler |

|                            |           |                                            |
| Thiele 23’ Kefkir 45’, 62’ | Marcatori | 22’ Blum 76’ Weilandt 80’ Plat 82’ Smetana |

| Arbitro: | Ostheimer |

|                        |           |  |
| Starke 54’ Klement 83’ | Marcatori |  |

| Arbitro: | Beitinger |

|            |           |            |
| Ziemer 51’ | Marcatori | 70’ Starke |

| Arbitro: | Steinhaus-Webb |

|                         |           |                        |
| Weilandt 28’ Starke 62’ | Marcatori | 73’, 83’ (rig.) Fetsch |

| Arbitro: | Siewer |

|           |           |          |
| Kempe 74’ | Marcatori | 18’ Plat |

| Rostock 18 maggio 2013, ore 13:30 CEST 38ª giornata | Hansa Rostock | 0 – 0 referto | Rot-Weiß Erfurt | DKB-Arena (12 000 spett.)\| Arbitro: \| Heft \| |
| Arbitro:                                            | Heft          |               |                 |                                                 |

### Coppa di Germania
| Arbitro: | Steuer |

|          |           |                                    |
| Plat 77’ | Marcatori | 50’ Bunjaku 56’ Zuck 90’ Fortounīs |

## Statistiche

### Statistiche di squadra
| Competizione      | Punti | In casa | In casa | In casa | In casa | In casa | In casa | In trasferta | In trasferta | In trasferta | In trasferta | In trasferta | In trasferta | Totale | Totale | Totale | Totale | Totale | Totale | DR  |
| Competizione      | Punti | G       | V       | N       | P       | Gf      | Gs      | G            | V            | N            | P            | Gf           | Gs           | G      | V      | N      | P      | Gf     | Gs     | DR  |
| ----------------- | ----- | ------- | ------- | ------- | ------- | ------- | ------- | ------------ | ------------ | ------------ | ------------ | ------------ | ------------ | ------ | ------ | ------ | ------ | ------ | ------ | --- |
| 3. Liga           | 44    | 19      | 7       | 6       | 6       | 17      | 18      | 19           | 4            | 5            | 10           | 22           | 34           | 38     | 11     | 11     | 16     | 39     | 52     | -13 |
| Coppa di Germania | -     | 1       | 0       | 0       | 1       | 1       | 3       | 0            | 0            | 0            | 0            | 0            | 0            | 1      | 0      | 0      | 1      | 1      | 3      | -2  |
| Totale            | 44    | 20      | 7       | 6       | 7       | 18      | 21      | 19           | 4            | 5            | 10           | 22           | 34           | 39     | 11     | 11     | 17     | 40     | 55     | -15 |

### Andamento in campionato
| Giornata  | 1 | 2  | 3 | 4 | 5 | 6  | 7  | 8  | 9  | 10 | 11 | 12 | 13 | 14 | 15 | 16 | 17 | 18 | 19 | 20 | 21 | 22 | 23 | 24 | 25 | 26 | 27 | 28 | 29 | 30 | 31 | 32 | 33 | 34 | 35 | 36 | 37 | 38 |
| --------- | - | -- | - | - | - | -- | -- | -- | -- | -- | -- | -- | -- | -- | -- | -- | -- | -- | -- | -- | -- | -- | -- | -- | -- | -- | -- | -- | -- | -- | -- | -- | -- | -- | -- | -- | -- | -- |
| Luogo     | C | T  | C | T | C | T  | T  | C  | T  | C  | T  | C  | T  | C  | T  | C  | T  | C  | T  | T  | C  | T  | C  | T  | C  | C  | T  | C  | T  | C  | T  | C  | T  | C  | T  | C  | T  | C  |
| Risultato | V | P  | V | P | N | N  | P  | N  | V  | V  | V  | P  | V  | V  | N  | V  | P  | P  | N  | P  | P  | P  | P  | P  | N  | V  | P  | P  | P  | N  | P  | P  | V  | V  | N  | N  | N  | N  |
| Posizione | 4 | 11 | 7 | 9 | 9 | 11 | 12 | 12 | 10 | 6  | 6  | 7  | 7  | 7  | 6  | 5  | 6  | 8  | 8  | 9  | 9  | 10 | 10 | 11 | 11 | 10 | 11 | 12 | 13 | 13 | 14 | 15 | 15 | 12 | 12 | 13 | 12 | 12 |

Legenda:

Luogo: C = Casa; T = Trasferta. Risultato: V = Vittoria; N = Pareggio; P = Sconfitta.

### Statistiche dei giocatori
| Giocatore     | 3. Liga  | 3. Liga | 3. Liga     | 3. Liga    | Coppa di Germania | Coppa di Germania | Coppa di Germania | Coppa di Germania | Totale   | Totale | Totale      | Totale     |
| Giocatore     | Presenze | Reti    | Ammonizioni | Espulsioni | Presenze          | Reti              | Ammonizioni       | Espulsioni        | Presenze | Reti   | Ammonizioni | Espulsioni |
| ------------- | -------- | ------- | ----------- | ---------- | ----------------- | ----------------- | ----------------- | ----------------- | -------- | ------ | ----------- | ---------- |
| S. Adamyan    | 8        | 0       | 2           | 0          | 0                 | 0                 | 0                 | 0                 | 8        | 0      | 2           | 0          |
| L. Albrecht   | 10       | 1       | 1           | 0          | 0                 | 0                 | 0                 | 0                 | 10       | 1      | 1           | 0          |
| D. Berger     | 14       | 1       | 4           | 0          | 1                 | 0                 | 0                 | 0                 | 15       | 1      | 4           | 0          |
| M. Blum       | 35       | 1       | 1           | 0          | 1                 | 0                 | 0                 | 0                 | 36       | 1      | 1           | 0          |
| J. Brinkies   | 10       | 0       | 0           | 0          | 0                 | 0                 | 0                 | 0                 | 10       | 0      | 0           | 0          |
| R. Geenen     | 7        | 0       | 0           | 0          | 1                 | 0                 | 0                 | 0                 | 8        | 0      | 0           | 0          |
| T. Grupe      | 12       | 0       | 2           | 0          | 0                 | 0                 | 0                 | 0                 | 12       | 0      | 2           | 0          |
| S. Gusche     | 8        | 0       | 0           | 0          | 1                 | 0                 | 0                 | 0                 | 9        | 0      | 0           | 0          |
| L. Haas       | 21       | 0       | 6           | 1          | 0                 | 0                 | 0                 | 0                 | 21       | 0      | 6           | 1          |
| J. Hahnel     | 2        | 0       | 0           | 0          | 0                 | 0                 | 0                 | 0                 | 2        | 0      | 0           | 0          |
| M. Holst      | 35       | 0       | 7           | 0          | 0                 | 0                 | 0                 | 0                 | 35       | 0      | 7           | 0          |
| J. Humbert    | 29       | 0       | 10          | 0          | 0                 | 0                 | 0                 | 0                 | 29       | 0      | 10          | 0          |
| E. Jordanov   | 14       | 1       | 3           | 0          | 1                 | 0                 | 0                 | 0                 | 15       | 1      | 3           | 0          |
| P. Klement    | 10       | 1       | 0           | 0          | 0                 | 0                 | 0                 | 0                 | 10       | 1      | 0           | 0          |
| M. Lartey     | 1        | 0       | 0           | 0          | 0                 | 0                 | 0                 | 0                 | 1        | 0      | 0           | 0          |
| K. Leemans    | 30       | 3       | 12          | 2          | 1                 | 0                 | 1                 | 0                 | 31       | 3      | 13          | 2          |
| R. Marcos     | 16       | 0       | 2           | 0          | 1                 | 0                 | 0                 | 0                 | 17       | 0      | 2           | 0          |
| A. Mendy      | 35       | 1       | 3           | 1          | 1                 | 0                 | 1                 | 0                 | 36       | 1      | 4           | 1          |
| K. Müller     | 28       | 0       | 1           | 0          | 1                 | 0                 | 0                 | 0                 | 29       | 0      | 1           | 0          |
| S. Pelzer     | 26       | 0       | 5           | 0          | 0                 | 0                 | 0                 | 0                 | 26       | 0      | 5           | 0          |
| A. Pfingstner | 0        | 0       | 0           | 0          | 0                 | 0                 | 0                 | 0                 | 0        | 0      | 0           | 0          |
| J. Plat       | 33       | 10      | 4           | 0          | 1                 | 1                 | 0                 | 0                 | 34       | 11     | 4           | 0          |
| C. Quaner     | 7        | 0       | 0           | 0          | 0                 | 0                 | 0                 | 0                 | 7        | 0      | 0           | 0          |
| N. Quaschner  | 13       | 1       | 1           | 0          | 1                 | 0                 | 0                 | 0                 | 14       | 1      | 1           | 0          |
| E. Rilke      | 6        | 0       | 2           | 0          | 0                 | 0                 | 0                 | 0                 | 6        | 0      | 2           | 0          |
| O. Smetana    | 25       | 8       | 7           | 0          | 1                 | 0                 | 1                 | 0                 | 26       | 8      | 8           | 0          |
| M. Starke     | 12       | 3       | 1           | 0          | 0                 | 0                 | 0                 | 0                 | 12       | 3      | 1           | 0          |
| M. Trapp      | 14       | 0       | 1           | 0          | 0                 | 0                 | 0                 | 0                 | 14       | 0      | 1           | 0          |
| T. Weilandt   | 34       | 7       | 3           | 0          | 1                 | 0                 | 0                 | 0                 | 35       | 7      | 3           | 0          |
| P. Wolf       | 6        | 0       | 0           | 1          | 1                 | 0                 | 0                 | 0                 | 7        | 0      | 0           | 1          |
| N. Zimmermann | 10       | 0       | 2           | 0          | 0                 | 0                 | 0                 | 0                 | 10       | 0      | 2           | 0          |
| B. Zolinski   | 11       | 0       | 4           | 0          | 0                 | 0                 | 0                 | 0                 | 11       | 0      | 4           | 0          |